# Android Pie
Android Pie — дев'ята версія операційної системи Android.
Перша прев'ю-версія системи вийшла 7 березня 2018 року. Перша бета-версія системи вийшла 8 травня 2018 року. 6 червня 2018 року вийшла друга бета-версія Android Pie. Третя бета-версія Android Pie вийшла 2 липня 2018 року. Четверта фінальна бета-версія Android Pie вийшла 25 липня 2018 року.
Фінальна версія Android 9.0 під назвою Pie вийшла 6 серпня 2018 року для смартфонів серії Google Pixel, і для смартфона Essential Phone.

## Можливості
Android Pie має наступні можливості:
- Новий користувацький інтерфейс для швидкого меню налаштувань[25].
- Годинник змістили ліворуч у панелі повідомлень[26].
- «Док» тепер має напівпрозорий фон.
- Заставка батареї більше не відображається помаранчевим накладенням на панелі сповіщень і стану.
- До параметрів живлення додана кнопка «Знімок екрану».
- Новий режим блокування, що відключає біометричну аутентифікацію один раз.
- Закруглені кути в інтерфейсі.
- Нові переходи для перемикання між додатками або дії в додатках.
- Більш повні сповіщення про повідомлення, де повна бесіда може бути отримана в повідомленні, повномасштабних зображеннях та розумних відповідях.
- Підтримка вирізу екрану (поки що лише 2).
- Перероблений повзунок гучності.
- Експериментальні функції (які в даний час сховані в меню під назвою Feature Flags), такі як перероблена сторінка «Про телефон» в налаштуваннях, автоматичне включення Bluetooth під час водіння і так далі.
- DNS поверх TLS[27].
- Підтримка HEIF.
- Новий системний інтерфейс на основі жестів, що переміщає ОС, як на iPhone X, видалив домашню кнопку і багатозадачну кнопку.
- З'явився перероблений, горизонтальний багатозадачний перемикач програм з панеллю пошуку Google і вбудованою скринькою додатків.
- Функція «Цифровий добробут» перешкоджає надмірному використанню вашого телефону.
- Переміщення телефону обличчям вниз призведе до відключення повідомлень, але дозволить виникнення надзвичайних ситуацій[28].
- Адаптивна батарея, яка максимізує потужність акумулятора, призначає пріоритети додаткам, які ви, швидше за все, будете використовувати далі.
- Покращена функція адаптивної яскравості, яка змінює яскравість екрану на основі ваших особистих вподобань.
- Always-On Display зараз приховує повідомлення.
- Нова кнопка «Назад» в панелі навігації.
- Ручний вибір теми оформлення.
- Іконку блокування зміни орієнтації можна побачити в панелі сповіщень.
- Кнопка перемикання клавіатури відображається на панелі навігації, коли клавіатура активована.

## Підтримувані пристрої
Стабільна версія Android 9 Pie почала поширюватися 8 серпня 2018 року на смартфонах Nokia 7 Plus в Індії. Оновлення також отримають Nokia 2.1, 3.1, 5.1, Nokia 6, 6.1, 6.1 Plus, Nokia X5, Nokia 7 Plus і Nokia 8 Sirocco.
Бета-версія Android Pie була надана Google для таких пристроїв:
- Pixel
- Pixel XL
- Pixel 2
- Pixel 2 XL
- Essential Phone[en][30]
- Nokia 7 Plus
- Oppo R15 Pro
- OnePlus 6
- Sony Xperia XZ2
- Vivo V9
- Vivo X21UD
- Vivo X21
- Xiaomi Mi MIX 2S[31].